# Langues para-mongoles
Les langues para-mongoles ou langues serbi-awares constituent un groupe hypothétique de langues peut-être apparentées au mongol. La plupart de ces langues est très peu attestée. Elles constitueraient une branche sœur aux langues mongoliques.

## Dénomination
Le terme serbi est la forme reconstituée du nom Xianbei (鮮卑) et awar ou avar est la forme reconstituée du nom Wuhuan selon Shimunek. Ce groupe étant constitué des langues xianbei ou serbi et de la langue des Wuhuan, il associe les deux noms reconstitués en un mot-valise pour donner le nom serbi-awar. Janhunen utilise le nom para-mongol à la place. La variante xianbei-wuhuan est aussi utilisée.

## Langues incluses
Janhunen (2006) a classé le khitan aux côtés des langues des Wuhuan et d'autres tribus Xianbei au sein des langues para-mongoles. Vovin (2017) a identifié des emprunts d'origine coréanique en khitan (probablement du goguryeoan).
Puis, Vovin suggère en 2007 que la langue des Tuoba était para-mongole, ce qui contredit Chen (2005), qui affirme que le tuoba était une langue oghoure. Shimunek classe aussi cette langue au sein des langues serbi. La question sur l'origine de la langue des Tuoba est toujours ouverte. 
En 2015, Vovin affirme que le tuyuhun (la langue des Tuyuhun) était une langue para-mongole. Pelliot (1921) avait précédemment classé cette langue en tant que langue mongolique.
En 2018, Vovin propose que la langue des Rourans était une langue mongolique semblable mais pas identique au moyen mongol. Il a été proposé que l'avar pannonien descendait de cette langue, mais cette théorie est débattue : certains affirment que les avars pannoniens étaient turciques, d'autres pensent qu'ils étaient toungouses,,.

## Classification interne
La classification ci-dessous combine celle de Shimunek et de Vovin. Il a été proposé que la langue des Kumo Xi descendait de celle des Wuhuan.
- langues para-mongoles/langues serbi-awar,
  - awar (avar) (wuhuan 烏桓 ou wuwan 烏丸)
    - kumo xi

  - langues xianbei/vieux serbi/langues serbi/serbi commun
    - ch’i-fu/qifu 乞伏 (ancien chinois médiéval du Nord *kʰɨrbuwk)
    - tuan/duan 段 (ancien chinois médiéval du Nord *dɔr̃)
    - tuoba/taghbach
    - tuyuhun/t’u-yü-hun (mu-jung/murong 慕容)
    - rouran
      - avar pannonien?

    - langues khitaniques (Yü-wen/Yuwen 宇文)
      - vieux khitan
      - qay 奚 (ancien chinois médiéval du Nord *ɣay)
      - shirwi propre/ xianbei propre 室韋 (*širwi/*širβi < *serbi 鮮卑 'Xianbei')